# Юрково (Владимирская область)
Юрково — деревня в Юрьев-Польском районе Владимирской области России, входит в состав Красносельского сельского поселения.

## География
Деревня расположена на берегу речки Гза на автодороге Юрьев-Польский — Тейково в 14 км на северо-восток от райцентра города Юрьев-Польский.

## История
До XVIII века Юрково было государевым дворцовым селом. Церковь существовала уже в начале XVII столетия и в окладных книгах Патриаршего казённого приказа под 1628 годом записана так: «Церковь Собор архангела Михаила в государеве дворцовом селе Юркове дани семнадцать алтын четыре денги десятильнича гривна»; а в 1654 году по новому дозору положено «дани руль 19 алт. 2 ден., заезда гривна». В течение XVII, XVIII и начала XIX столетий церковь была деревянная. В 1835 году усердием прихожан построена ныне существующая каменная церковь с каменной же колокольней, в 1862 году они обнесены каменной оградой. Престолов в церкви три: в холодной в честь Архистратига Божия Михаила и в тёплых приделах в честь Введения Пресвятой Богородицы и во имя Святителей Василия Великого, Григория Богослова и Иоанна Златоуста. В 1896 году приход – село Юрково и сельцо Вындово; всех дворов в приходе 130, а в них душ мужского пола 385, женского — 490. В селе имелось земское народное училище.
В советское время храм закрыт и разорён, разрушены его колокольня и алтарь.
В конце XIX — начале XX века село входило в состав Городищенской волости Юрьевского уезда.
С 1929 года деревня являлась центром Юрковского сельсовета Юрьев-Польского района, с 1959 года — в состав Городищенского сельсовета, с 1992 года — в составе Энтузиастского сельсовета, с 2005 года — в составе Красносельского сельского поселения.

## Население
| 1859 | 1905 | 2002 | 2010 | 2021 |
| ---- | ---- | ---- | ---- | ---- |
| 269  | ↗689 | ↘118 | ↘97  | ↘30  |

## Достопримечательности
В селе находится недействующая Церковь Михаила Архангела (1835).